# Congrés Internacional de Matemàtics de 1904
El Congrés Internacional de Matemàtics de 1904 va ser el tercer Congrés Internacional de Matemàtics celebrat del 8 d'agost al 13 d'agost de 1904 a Heidelberg, Alemanya.
Hi havia 336 membres de ple dret del Congrés i 60 membres associats.

## Lloc
Al Congrés Internacional de Matemàtics de 1900 es va aprovar que Alemanya organitzaria el Congrés de 1904. A la reunió de la Societat Alemanya de Matemàtiques a Hamburg el 1901, Heinrich Weber va ser elegit president del Congrés. En una altra reunió a Leipzig, el 27 de març de 1902, es va establir una primera base per a l'organització del Congrés. En aquell moment ja hi havia un estat d'ànim clar per a Heidelberg, i un cop l'ajuntament de Heidelberg va acordar acollir el Congrés amb hospitalitat, finalment es va decidir en una reunió de la societat el 25 de setembre de 1902 a Karlsbad convidar el Congrés a Heidelberg a principis d'agost. de 1904.
El 27 de juny de 1903 el ministre de Prússia d'Afers Mèdics, Escolars i Intel·lectuals va aprovar una subvenció de 10000 marcs per cobrir els costos d'ensenyament i qüestions mèdiques del Congrés amb les finances del Reich i de Prússia.
El 6 de març de 1904 va tenir lloc una segona reunió del comitè a Heidelberg, en la qual es va discutir amb detall i es va fixar el programa del Congrés.
El Congrés de 1904 es va celebrar a Heidelberg, i la Societat Alemanya de Matemàtiques va decidir vincular el Congrés a la celebració del centenari del naixement de Carl Jacobi.
Leo Königsberger va ser convidat a donar la primera conferència sobre la biografia de Jacobi i Leo va imprimir i oferir com a obsequi a tots els participants al Congrés. El Consell Federal d'Alemanya va decidir 5000 marcs d'aquest s'utilitzaria per augmentar el pressupost del Congrés, i a més, es va concedir una subvenció de 5000 marcs del Fons Suprem de Disposició de Sa Majestat el Kàiser i el Rei en particular per permetre la producció de la publicació commemorativa de Königsberger dedicada a la memòria de Jacobi.

## Conferències
- Aritmètica i Àlgebra:

Presentadors: Adolf Kneser i Jacob Lüroth
- Anàlisi:

Presentadors: David Hilbert i Hans Amandus Schwarz
- Geometria:

Presentadors: Alexander von Brill, Wilhelm Meyer i Friedrich Schur
- Matemàtiques Aplicades:

Presentadors: Hauch (Berlín), Felix Klein i Carl Runge
- Història de les Matemàtiques:

Presentadors: Moritz Cantor i Paul Stäckel
- Pedagogia:

Presentadors: Hermann Schubert i Peter Treutlein

## La polèmica de Kőnig
Gyula Kőnig va donar una refutació defectuosa de la hipòtesi del continu de Cantor (i també del teorema del bon ordre). El mateix Georg Cantor va assistir a aquesta conferència i va dir al final com estava d'agraït d'haver viscut per veure aquesta resposta, encara que demostrés que la seva conjectura era falsa. Un error en la prova de Kőnig va ser descobert per Ernst Zermelo poc després.
Hi ha un debat que suggereix si va ser Felix Hausdorff o Ernst Zermelo qui va trobar l'error. Una postal d'Ernst Zermelo a Max Dehn recolza l'opinió que Zermelo va detectar ràpidament el buit en l'argument de König.
L'anunci de Kőnig al Congrés va causar una considerable controvèrsia, i Felix Klein va haver d'explicar-ho personalment a Frederick I, Gran Duc de Baden (que era un patrocinador financer del Congrés), què podria provocar tal malestar entre els matemàtics.